# 水西平澤高速線
水西平澤高速線（：／ Suseo Pyeongtaek Gosok seon */?）是韓國的一條高速鐵道路線，屬於SRT系統。路線起自首爾江南區水西站、終至平澤市平泽芝制站，並與京釜高速線直通運行，全線僅設3站，並由SR股份有限公司營運。

## 概要
本線原本是湖南高速線計畫的一部分，因為計畫變更而被擱置。自2004年KTX開通以來，所有列車在首爾站和龍山站到衿川區廳站附近的路段，都要經過京釜線，導致此段線路出現容量飽和的問題，因此提出興建本線的計劃，分流首爾地區KTX列車，並促進首爾江南區、江東區、首都圈東南部的水原市、華城市以及平澤市的發展。
本線從京釜高速線天安牙山站與光明站之間（天安牙山站以北約17.6公里）分支出去，與首爾江南區水西站連結。栗峴隧道佔據了本線大部分路段，包括該隧道在內的隧道路段為56.939km，佔全線路段的93%。項目總成本為3兆9017億韓元。開通後，首爾到釜山需時2小時09分，到木浦需時2小時06分。
在水西站與東灘站之間與GTX-A共用路段，僅增設GTX中途站城南和驹城站於該段隧道兩側。

## 路线资料
- 路線距離：61.08km
- 建設・保有单位：韩国铁道设施公团
- 运营单位：SR公司（朝鲜语：에스알）（；原稱「水西高速鐵道公司」，最大股東為韓國鐵道公社）
- 轨距：1.435mm（標準軌）
- 通行方式：左側通行
- 站数：3
- 保安装置：ATC、TVM-430

## 歷史
- 2008年2月5日，开始讨论新平泽站设置问题[3]。
- 2009年2月4日，开始发表京釜高速線上設置平泽站的可行性報告[4]。
- 2011年2月9日，韩国交通研究院建议以三成站作为始发站[5]。
- 2012年9月27日，确定以水西站作为始发站[6]。
- 2012年10月3日，新平泽站工程费分担协议确定（国家50%、京畿道25%、平泽市25%），预计2014年竣工[7]。
- 2016年4月29日，韓國國土交通部宣布將新平澤站與其共站的京釜線車站名稱命名為「芝制站」。
- 2016年12月9日，通車。
- 2024年3月30日：GTX-A水西－東灘路段投入服務。

## 車站列表
| 路線        | 路線          | 中文站名           | 韓文站名 | 英文站名 | 接續路線                                | 站間距離 | 累積距離 | 所在地     | 所在地 |
| ----------- | ------------- | ------------------ | -------- | -------- | --------------------------------------- | -------- | -------- | ---------- | ------ |
| 本線        | 本線          | （起點）           |          |          |                                         | 0.0      | 0.0      | 首爾特別市 | 江南區 |
| 本線        | 本線          | 水西               |          |          | ●首都圈電鐵3號線 ●首都圈電鐵水仁·盆唐線 | 0.2      | 0.2      | 首爾特別市 | 江南區 |
| 本線        | 與GTX共用路線 | GTX共線起點        |          |          | 直通GTX                                 |          |          | 首爾特別市 | 江南區 |
| 本線        | 與GTX共用路線 | 東灘 (GTX共線終點) |          |          | ○ 東灘仁德院線                          | 32.4     | 32.6     | 京畿道     | 華城市 |
| 本線        | 本線          | 平泽芝制           |          |          | ●首都圈電鐵1號線                        | 21.0     | 53.6     | 京畿道     | 平澤市 |
| 本線        | 本線          | （終點）           |          |          | 京釜高速線59.2公里接續                  | 7.5      | 61.1     | 京畿道     | 平澤市 |
| 京釜 高速線 | 京釜 高速線   | 天安牙山           |          |          | ●首都圈電鐵1號線（牙山站）              | (17.6)   | (78.7)   | 忠清南道   | 牙山市 |

## 外部連結
- [SRT 釜山-水西 舟行映像]. SRT. YouTube. 2021-02-14  [2021-05-25]. （原始内容存档于2021-05-25） （韩语）.
- [SRT 木浦-水西 舟行映像]. SRT. YouTube. 2021-02-05  [2021-05-25]. （原始内容存档于2021-10-23） （韩语）.